# Dendropupidae
De Dendropupidae zijn een familie van uitgestorven weekdieren uit de klasse van de Gastropoda (slakken).

## Taxonomie
De volgende geslachten zijn in de familie ingedeeld:
- Geslacht  † Dendropupa Owen, 1861
  -  † Dendropupa primaeva Matthew, 1894
    - = Pupa primaeva Matthew, 1894

  -  † Dendropupa vetusta  Dawson, 1860
    - = Pupa vetusta Dawson, 1860